# Thomas Kaufmann (Politiker)

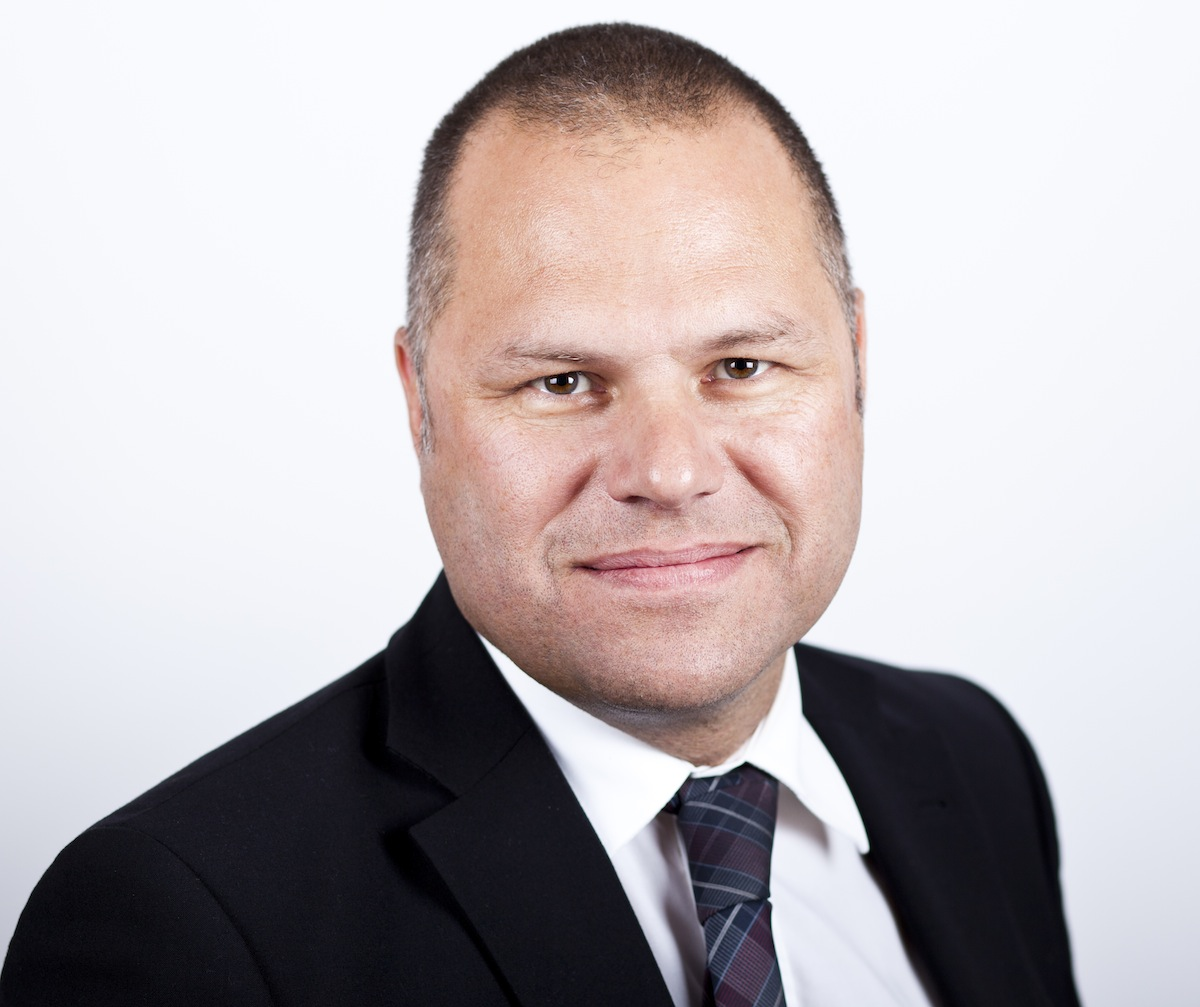
Thomas Kaufmann (2012)

Thomas Kaufmann (* 23. August 1965 in Bregenz) ist ein österreichischer Politiker (ÖVP) und Rechtsanwalt. Kaufmann war von 2012 bis 2014 Abgeordneter zum Vorarlberger Landtag.

## Leben und Wirken
Thomas Kaufmann studierte an der Universität Innsbruck Rechtswissenschaften und war während seiner Studienzeit Assistent am Institut für Handels-, Unternehmens- und Wettbewerbsrecht. Nach der Promotion zum Doktor der Rechtswissenschaften (Dr. iur.) war er unter anderem als Lehrbeauftragter im Fach Intermedia an der Fachhochschule Vorarlberg beschäftigt. Seit dem Jahr 1998 ist er bei der Vorarlberger Rechtsanwaltskammer in der Liste der Rechtsanwälte eingetragen. Derzeit ist er als Rechtsanwalt in einer Bregenzer Anwaltskanzlei tätig. 
Nach dem Ausscheiden von Landtagspräsidentin Bernadette Mennel aus dem Vorarlberger Landtag infolge ihres Wechsels als Landesrätin in die Vorarlberger Landesregierung, wurde Thomas Kaufmann am 12. Dezember 2012 als ihr Nachfolger auf dem frei gewordenen ÖVP-Landtagsmandat im Wahlbezirk Bregenz angelobt. Im Landtag der 29. Legislaturperiode übernahm Kaufmann in der Folge die Funktion des ÖVP-Sprechers für Umwelt. Im Vorfeld der Landtagswahl 2014 kündigte Thomas Kaufmann an, nicht erneut für den Landtag zu kandidieren und schied daher mit der Angelobung der neuen Landtagsabgeordneten am 15. Oktober 2014 aus dem Landtag aus.
Der ledige Jurist wohnt in Kennelbach, wo er von 2009 bis 2015 Vizebürgermeister war, und hat eine Tochter. 